# Benelli M4 Super 90
Benelli M4 Super 90 (još znan kao Benelli M1014) je talijanska poluautomatska borbena sačmarica koju proizvodi talijanska vojna tvrtka Benelli Armi S.p.A.

## Povijest
Dana 4. svibnja 1998. godine odjel naoružanja, razvoja i inženjeringa (ARDEC) američke vojske u vojnom središtu u Picatinny Arsenala, NJ izdao je poziv na stavljanje ponude #DAAE30-98-R-0401, zahtijevajući dostavu za nove, poluautomatske borbene sačmarice za Oružane snage SAD-a. U odgovoru na zahtjev, tvrtka Benelli Armi S.p.A. iz Urbinoa u Italiji osmislila je i napravila sačmaricu M4 Super 90. Na 4. kolovoza 1998., 5 primjeraka sačmarice su dostavljene u vojnu bazu Aberdeen Proving Ground, Maryland, i nakon intenzivnog ispitivanja, model sačmarice M4 se pokazao uspješnim. 1999. je 20.000 komada sačmarice M1014 isporučeno američkim marincima. Tijekom ispitivanja, prototip se zvao XM1014, ali poslije usvajanja se oznaka "X" maknula i oružje je službeno imenovano M1014.

## Dizajn
M4 Super 90 je prva sačmarica koja djeluje na plinski mehanizam koju je napravio Benelli. Sačmarica radi na posve novoj, posebnoj metodi zvanoj "auto-regulirajuća plinska operacija" (ARGO sistem). Dizajn koristi 2 klipa od nehrđajućeg čelika koji se sami čiste i smješteni su neposredno ispred komore za suprotno-rotirajućim izbacivačem (bolt), čime se eliminira potreba za složenim mehanizmima koji se obično koriste na drugim plinsko-pogonjenim oružjima. M4 Super 90 ostvaruje visoku razinu pouzdanosti zbog jednostavnosti ARGO sustava. ARGO je kratko-udarni sustav koji obuhvaća samo 4 dijela (2 simetrične pripone koje sadrže 2 čelična klipa koji djeluju na plin). 

### Posebne značajke
M1014 je oružje s modularnim sklopovima koji omogućuju korisniku da razmjenjuje i stavlja razne dodatke (npr. cijev, usadnik, ciljnik itd.) bez upotrebe alata.

### Izdržljivost
Čelični dijelovi sačmarice su fosfatizirani u crno za zaštitu od korozije dok su aluminijski dijelovi jako eloksirani. To smanjuje vidljivost oružja tijekom noćnih misija. Oružje također zahtjeva malo održavanja i djeluje u svim vremenskim uvjetima.

## Korisnici
- Grčka
- SAD: USMC, policija Los Angelesa (LAPD), specijalna mornarička postrojba Navy SEALs
- Ujedinjeno Kraljevstvo
- Australija
- Irska: specijalne postrojbe
- Italija: specijalne postrojbe
- Irak: ISOF (Iračke postrojbe za specijalne operacije, قوات العمليات الخاصة العراقية)
- Libija: specijalne postrojbe
- Litva: specijalne postrojbe
- Malta
- Malezija: JKDM (kraljevske malezijske specijalne postrojbe, Jabatan Kastam Diraja Malaysia)
- Gruzija: MIA specijalne postrojbe (odjel ustavne sigurnosti i gruzijski operativni zavod)
- Slovačka: specijalna divizija obrane i interventna grupa
- Slovenija: specijalne postrojbe